# جادسون بي كويت
جادسون بي كويت (بالإنجليزية: Judson B. Coit )‏ (و. 1849 – 1921 م) هو عالم فلك من الولايات المتحدة الأمريكية . 
توفي عن عمر يناهز 72 عاماً.

## مناصب وهيئات
أدار جامعة بوسطن.